# Gianni Brera

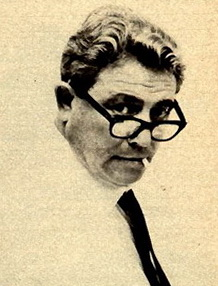
Gianni Brera (um 1975)

Giovanni Luigi „Gianni“ Brera (* 8. September 1919 in San Zenone al Po; † 19. Dezember 1992 in Codogno) war ein italienischer Sportjournalist und Schriftsteller.

## Leben
Brera begann bereits als Schüler, sich als Sportjournalist zu betätigen. Nach seinem Abitur 1938 wurde er zum Militärdienst einberufen und wechselte 1939 zu den Fallschirmjägern, in deren Ausbildungszentrum er die Presseabteilung übernahm. In verschiedenen Institutionen des Mussolini-Staates etablierte er sich als Journalist und wechselte erst spät im Zweiten Weltkrieg die Seiten: Ab Ende 1944 kämpfte Brera mit den Partisanen der Brigate Garibaldi gegen die deutschen Besatzungstruppen und ihre einheimischen faschistischen Verbündeten. Ab 1945 arbeitete er für die Gazzetta dello Sport und fungierte von 1949 bis 1954 als ihr Direktor. In seiner folgenden Berufslaufbahn schrieb er unter anderem für Il Tempo, Il Giornale und La Repubblica. Daneben veröffentlichte er eine Reihe von Büchern zur italienischen Sportwelt und verfasste mehrere Romane. Besonders nachhaltige Wirkung erlangte er durch die Prägung zahlreicher Neologismen (darunter auch des international bekannten Libero), die Eingang in den italienischen Fußball-Fachjargon fanden und bedeutende Teile dessen begrifflichen Grundstocks darstellen.

### Posthume Würdigung
2002 wurde das im Mailänder Parco Sempione gelegene Stadion Arena Civica auf Beschluss des Stadtrats offiziell in Arena Civica Gianni Brera umbenannt. Auch das kommunale Stadion des Mailänder Vororts Pero trägt den Namen Gianni Breras. Der Straßenname „Via Gianni Brera“ existiert in mehreren Gemeinden Italiens, allein in der Lombardei in Zeccone, Marcallo con Casone, Lissone und Robecchetto con Induno (Ortsteil Malvaglio).
Seit dem Jahr 2001 werden Sportler, Funktionäre oder Mannschaften für besondere Verdienste in Italien mit dem «Premio Gianni Brera – Sportivo dell’anno» (Gianni-Brera-Preis) ausgezeichnet.
| Jahr | Person / Mannschaft                                             | Sportart                                                              |
| 2018 | Alice Betto                                                     | Triathletin                                                           |
| 2016 | Claudio Ranieri                                                 | Fußballspieler und -trainer                                           |
| 2015 | Gianluigi Buffon und Anna Mei                                   | Fußballspieler und Radrennfahrerin                                    |
| 2014 | Olimpia Milano                                                  | Basketballverein                                                      |
| 2013 | Juventus Turin                                                  | Fußballverein                                                         |
| 2012 | Daniele Molmenti                                                | Kanute                                                                |
| 2011 | Gianni Petrucci und Comitato Olimpico Nazionale Italiano (CONI) | Politiker und Sportpolitiker; Dachverband italienischer Sportverbände |
| 2010 | Inter Mailand                                                   | Fußballverein                                                         |
| 2009 | Italienische Volleyballnationalmannschaft der Frauen            | Volleyballmannschaft                                                  |
| 2008 | Valentina Vezzali                                               | Florettfechterin                                                      |
| 2007 | Inter Mailand und AC Mailand (ex aequo)                         | Fußballvereine                                                        |
| 2006 | Marcello Lippi                                                  | Fußballspieler und -trainer                                           |
| 2005 | Fabio Capello                                                   | Fußballspieler und -trainer                                           |
| 2004 | Damiano Cunego                                                  | Radrennfahrer                                                         |
| 2003 | Luigi Delneri                                                   | Fußballspieler und -trainer                                           |
| 2002 | Paolo Maldini                                                   | Fußballspieler                                                        |
| 2001 | Luca Cordero di Montezemolo und Ferrari                         | Manager und Unternehmer; Verwaltungsratsvorsitzender von Ferrari      |